# Wilhelm von Nathusius (Ministerialbeamter)
Wilhelm Gottlob Engelhard von Nathusius (* 29. Juni 1893 in Rheinsberg, Kreis Ruppin; † 4. August 1952 in Bonn) war ein deutscher Verwaltungsjurist, Kommunalpolitiker (SPD) und Ministerialbeamter. Er war von 1929 bis 1933 Landrat verschiedener preußischer Kreise, 1948 bis 1950 Beigeordneter (Bürgermeister) in Wiesbaden sowie von 1951 bis zu seinem Tod Ministerialdirektor und Abteilungsleiter im Bundesinnenministerium.

## Kindheit und Jugend
Wilhelm von Nathusius war der einzige Sohn des Heinrich von Nathusius (1858–1933), eines königlich preußischen Forstbeamten. Seine Mutter war Marie, geb. von Mandelsloh (1859–1933), Tochter des William von Mandelsloh, dem Besitzer eines Rittergutes in Düendorf (bei Wunstorf im Calenberger Land). Nathusius hatte drei ältere Schwestern. Ein Bruder seines Vaters war der Generalmajor a. D. Wilhelm von Nathusius, der bekannte Zoologe Wilhelm von Nathusius war sein Großvater. Er wuchs in Rheinsberg (bis 1898) und später in Klein Wasserburg (bei Märkisch Buchholz) auf. Von 1902 bis zum Abitur 1912 besuchte er das humanistische Gymnasium in Wernigerode.

## Studium und Kriegsdienst
Nach dem Abitur folgte ein Studium der Rechts- und Staatswissenschaften an den Universitäten in Genf, München, Berlin, Freiburg und Halle. 1915 wurde Nathusius Gerichtsreferendar in Naumburg (Saale). Von März 1915 bis November 1918 wurde er im Ersten Weltkrieg als Leutnant der Reserve eingesetzt. 1921 bestand er das Examen zum Assessor.

## Berufliche Laufbahn
Nathusius strebte eine Beamtenlaufbahn an. Da er in der Weimarer Republik Mitglied der SPD wurde und das auch nach der Machtergreifung der Nationalsozialisten blieb, wurde diese Karriere von 1933 bis 1946 zwangsweise unterbrochen.

### Preußischer Beamter in der Weimarer Republik
Zum 29. September 1921 wurde Nathusius in die Kommunalabteilung beim Preußischen Ministerium des Innern als Regierungsassessor und Hilfsreferent eingestellt. In seiner Funktion war er besonders mit Fragen der kommunalen Verwaltungsreform befasst. Im Juli 1924 erfolgte seine Ernennung zum Preußischen Regierungsrat. Ab Dezember 1924 war er als Regierungsrat in der Provinzial-Regierung Wiesbaden der preußischen Provinz Hessen-Nassau als Wirtschafts- und Verkehrsdezernent tätig. In dieser Position verblieb er bis 1929, ab dann war er Landrat im Oberwesterwaldkreis (Amtssitz Westerburg), der damals zu Hessen-Nassau gehörte. 1930 folgte eine Versetzung als Landrat nach Dinslaken am Niederrhein. 1932 berief ihn der preußische Innenminister Carl Severing auf den schwierigen Landratsposten im brandenburgischen Kreis Teltow. Auf diesen Landkreis wirkten sich die politischen Spannungen der benachbarten Reichshauptstadt Berlin stark aus. Nathusius übte die Landratstätigkeit in Teltow (mit Amtssitz in der Berliner Innenstadt am Potsdamer Platz) bis März 1933 aus.

### 1933–1946
Wegen seiner Mitgliedschaft in der SPD und erklärten Gegnerschaft zu den nationalsozialistischen Machthabern setzte die neue Regierung Nathusius im März 1933 von seinem Landratsposten ab. Er wurde in den einstweiligen Ruhestand versetzt. Von da ab bis zum Ende des Krieges war er aufgrund seiner ablehnenden Haltung gegenüber den Nazis unter schwierigen Bedingungen im Versicherungswesen tätig. Zunächst als Vermittler und Außendienstler bei verschiedenen Versicherungsgesellschaften, war er 1945 Bezirksdirektor bei der Allianz Versicherungs-AG.
Nach Ende des Zweiten Weltkriegs war er vom 5. August 1945 bis zum 31. März 1946 stellvertretender Generaldirektor bei der Deutschen Reichsbahn in der Sowjetischen Besatzungszone, verantwortlich für die Zentralverwaltung des Verkehrswesens von Berlin. Im Sommer 1946 legte er dieses Amt (wahrscheinlich im Zusammenhang mit der Zwangsvereinigung von SPD und KPD zur SED) nieder und wechselte – wie zahlreiche andere SPD-Mitglieder, die sich der Parteienvereinigung nicht beugen wollten – in den Westteil Deutschlands. Er trat der im Westen neu gegründeten SPD bei.

### Beamter in der Bundesrepublik
Zum 1. Juli 1946 wurde er als Ministerialrat zum Abteilungsleiter im Hessischen Landwirtschaftsministerium in Wiesbaden berufen. 1948 wurde er von der Wiesbadener Stadtverordnetenversammlung zum 1. Beigeordneten und Bürgermeister der Stadt Wiesbaden gewählt.
Anfang 1950 erfolgte die Berufung zur Kommissarischen Leitung der Unterabteilung 1A (Verfassung und Staatsrecht) im Bundesinnenministerium in Bonn – unter dem damaligen Innenminister Gustav Heinemann. Zunächst wurde Nathusius von seiner Funktion als Bürgermeister beurlaubt, erhielt aber weiterhin seine Wiesbadener Bezüge. Im April verlegte er seinen Wohnsitz nach Bonn. Am 31. Juli 1950 erfolgte die Beförderung zum Ministerialdirigenten. Am 7. August 1950 wurde die Ernennungsurkunde zum Ministerialdirigenten übergeben; erst damit endete das Beamtenverhältnis Nathusius’ bei der Stadt Wiesbaden. Sein Schreiben über die Niederlegung seines Amtes als Erster Beigeordneter der Stadt Wiesbaden datiert vom 11. August 1950. Im Oktober 1951 erfolgte die Ernennung zum Ministerialdirektor. Er wurde nun Leiter der Abteilung Verfassung und Verwaltung im Bundesministerium des Innern unter dem Innenminister Robert Lehr.

## Privates
Am 2. Mai 1929 heiratete Nathusius in Wiesbaden Ida Hammacher (* 1908), die Tochter eines Landwirts. Das Ehepaar hatte drei Kinder. Im Alter von 59 Jahren starb Nathusius im August 1952 an Leukämie und wurde auf dem Bonner Süd-Friedhof beerdigt.